# ويلينغتون جونيور
ويلينغتون كانديدو دا سيلفا جونيور (بالبرتغالية: Wellington Cândido da Silva Júnior‏) (مواليد 20 يونيو 1989 في ريو دي جانيرو، البرازيل) هو لاعب كرة قدم برازيلي يلعب في مركز الهجوم. شارك مع منتخب البرازيل تحت 20 سنة لكرة القدم. أما مع النوادي، فقد لعب مع بوتافوغو ريغاتاس ونادي بانغو أتلتيكو ونادي بيل-بيين ونادي سبارتاك ترنافا ونادي فلومينينسي ونادي ويل.